# Kosmos (przystanek kolejowy)
Kosmos (ros. Космос) – przystanek kolejowy w pobliżu miejscowości Karaganda, w obwodzie karagandyjskim, w Kazachstanie. Położony jest na linii Astana – Szu, na trasie Nowego Jedwabnego Szlaku.